# Ibis vert
Mesembrinibis cayennensis
Genre
Espèce
Répartition géographique
Statut de conservation UICN

 LC  : Préoccupation mineure
L'Ibis vert (Mesembrinibis cayennensis) est une espèce d'oiseaux de la famille des Threskiornithidae, l'unique représentante du genre Mesembrinibis.

## Description

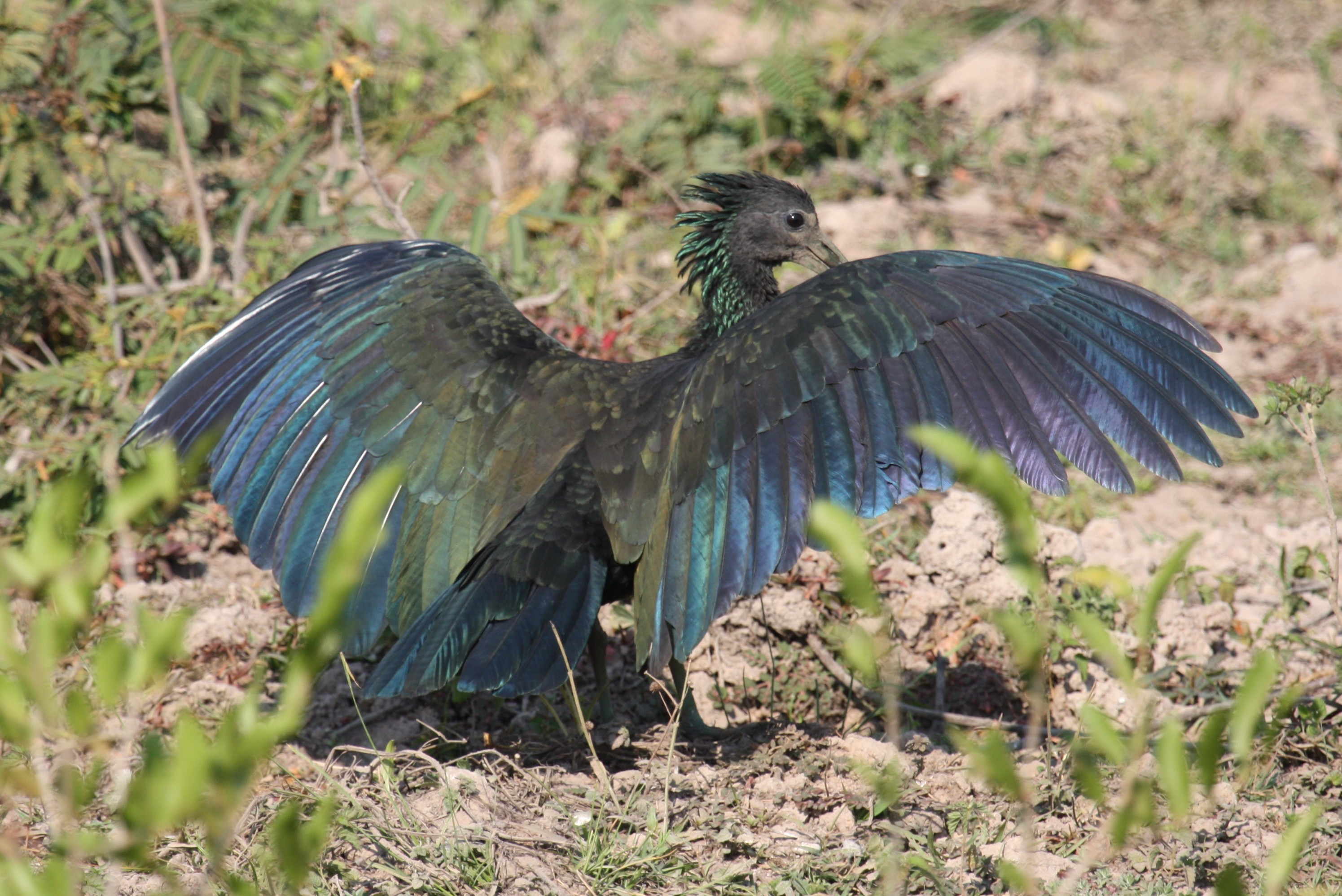
au Pantanal

Il mesure de 45-58 cm et pèse 700-890g.
Sous une bonne lumière, il émet plusieurs couleurs douces et subtiles dont un brillant vert laqué. Le dessus des ailes est olive bronze avec des tons verdâtres. Les primaires et les secondaires externes sont bleu acier comme les rectrices.

## Comportement

### Régime alimentaire
Il se nourrit d'insectes (orthoptères, homoptères et coléoptères), d'amphibiens, de vers et de reptiles.

### Vol
Il vole avec le cou tendu, mais les pattes courtes ne dépassent pas la queue. Les battements d'ailes sont plus balourdes et moins rapides par rapport aux autres ibis.

### Reproduction
La femelle dépose 2 à 4 œufs vert olive foncé, avec parfois de fines taches ou lignes sombres à l'extrémité la plus large.

## Habitat
Il fréquente les forêts humides, les forêts galeries, les bois et bosquets marécageux, les berges boueuses des marécages forestiers et les rivières. Il se nourrit dans les marais ouverts et les savanes humides à proximité des zones boisées.

## Statut
Bien qu'il soit capable de s’adapter aux zones perturbées et à la fragmentation de l’habita, il est menacé par la déforestation du bassin amazonien.
La population est soupçonnée d'être en déclin, cependant n'est pas globalement menacée et est actuellement évalué comme étant 'peu préoccupant'.